# Paul Pankert
Paul Pankert (* 19. November 1965 in Eupen, Belgien) ist ein belgischer Violinist und Komponist.

## Leben
Pankert gehört einer seit vielen Generationen in Eupen ansässigen Kaufmannsfamilie an und der langjährige Bürgermeister Reiner Pankert ist sein Onkel. Er erhielt seine Ausbildung am Lütticher Konservatorium, anschließend in Düsseldorf und Maastricht. Weiterbildende Meisterkurse führten ihn unter anderem zu Sigiswald Kuijken und François Fernandez. Als Mitglied mehrerer Kammermusikgruppen, insbesondere des Ensemble ’88 in Maastricht, gibt er zahlreiche Konzerte in ganz Europa. Bis 2012 war er Mitglied im niederländischen Alte-Musik-Ensemble Agimont.
Er unterrichtet an der Musikakademie der Deutschsprachigen Gemeinschaft Belgiens in der ehemaligen Eupener Villa Arthur Peters und ist künstlerischer Leiter des Maastrichter Ensembles für zeitgenössische Musik « Ensemble 88 ».
2017 wurde Pankert von der Deutschsprachigen Gemeinschaft Belgiens für drei Jahre zum Künstler Ostbelgiens ausgezeichnet. sowie mit dem erst zum zweiten Mal vergebenen und mit 5000 Euro dotierten „Ostbelgischen Kunstpreis“ gewürdigt.
2021 erhielt Pankert für seine Komposition „Toccata“ für Cembalo und Live-Elektronik den Kompositionspreis des Prix Annelie de Man in Amsterdam.

## Als Komponist
Pankerts experimenteller Umgang mit neuen tonalen Systemen führte zu seiner ersten Komposition Spaltung, die den Kompositionswettbewerb 2008 der Académie royale des Sciences, des Lettres et des Beaux-Arts de Belgique gewann. Seitdem widmet er sich neben seiner Tätigkeit als Geiger und Pädagoge mehr und mehr dem Komponieren und schrieb zahlreiche Werke, darunter Auftragskompositionen für das Ensemble Nahandove, den Orgelpark Amsterdam, das Brüsseler Festival Ars Musica, das Quatuor MP4, das Ensemble Sturm und Klang, das Festival van Vlaanderen (B-Classic), das OstbelgienFestival und das Kulturzentrum Flagey in Brüssel.
Als Abschluss seiner Tätigkeit als „Künstler Ostbelgiens“ brachte er Ende 2020 eine neue CD mit dem Titel „Connected“ im Label Etcetera heraus, in der er fünf in den letzten drei Jahren entstandene Kompositionen zu Gehör bringt, die er zusammen mit sieben Musikern des Klangexperimente-Ensembles eingespielt hat.